# Luciano Dalla Bona
Luciano Dalla Bona (Pressana, 8 novembre 1943) è un ex ciclista su strada italiano.
Da dilettante fu due volte campione mondiale e vicecampione olimpico nella cronometro a squadre. Fu poi professionista in maglia Salvarani dal 1967 al 1970.

## Carriera
Da dilettante fu attivo con la Società Ciclisti Padovani. In maglia azzurra, sempre nella specialità della 100 km a cronometro a squadre, vinse un argento olimpico a Tokyo 1964, due ori mondiali ad Albertville 1964 e a Lasarte 1965 e un bronzo mondiale a Nürburgring 1966. Nel 1964 la squadra nazionale era completata da Ferruccio Manza, Pietro Guerra e Severino Andreoli, nel 1965 da Mino Denti, Pietro Guerra e Giuseppe Soldi, nel 1966 da Attilio Benfatto, Mino Denti e Pietro Guerra. Su aggiudicò anche alcune prove del calendario nazionale dilettanti, quali il Gran Premio Ezio Del Rosso e la Coppa Città di San Daniele.
Passato professionista nel 1967, vestì la divisa della parmigiana Salvarani e gareggiò prevalentemente come gregario. Vinse comunque il Gran Premio Città di Camaiore nel 1967, una tappa al Giro d'Italia 1968 e il Giro delle Marche dello stesso anno. Si ritirò dal professionismo al termine del 1970.
Anche il fratello Giovanni è stato ciclista professionista dal 1973 al 1975.

## Palmarès
- 1964 (Dilettanti)

3ª tappa Tour de l'Avenir (Montpellier > Perpignano)
Gran Premio Cementizillo
Campionato del mondo, Cronosquadre dilettanti
- 1965 (Dilettanti)

Campionato del mondo, Cronosquadre dilettanti
- 1966 (Dilettanti)

Gran Premio Ezio Del Rosso
Coppa Città di San Daniele
- 1967 (Salvarani, una vittoria)

Gran Premio Città di Camaiore
- 1968 (Salvarani, due vittorie)

19ª tappa Giro d'Italia (Abbadia San Salvatore > Roma)
Giro delle Marche

### Altri successi
- 1968 (Salvarani)

Criterium di Vigolo Marchese

## Piazzamenti

### Grandi Giri
- Giro d'Italia

1968: 90º
1969: 55º
- Tour de France

1967: 65º
1970: 96º

### Competizioni mondiali
- Campionati del mondo

Albertville 1964 - Cronosquadre: vincitore
Lasarte-Oria 1965 - Cronosquadre: vincitore
Nürburgring 1966 - Cronosquadre: 3º
- Giochi olimpici

Tokyo 1964 - Cronosquadre: 2º